# 亚依淡 (柔佛)
亚依淡是马来西亚柔佛州峇株巴辖县内的一个城镇，地理位置处于联邦和号公路的交界处，也是南北高速公路的交汇点之一。该城镇以出售陶器和其他工艺品而闻名。

## 历史
亚依淡的马来名虽然称为“黑水”（Ayer Hitam），但却是一个充满活力的小镇。该镇以出产陶瓷产品而闻名，而其他的工艺产品包括多彩花瓶、相框、罐子、烟灰缸和其他家居装饰品均受游客的欢迎。除了优质的纪念品外，亚依淡还有许多摊位出售当地的美食，其中包括有名的虾饼、薯片、蒸玉米，以及深受游客喜爱的乌打。

## 地理
除了连接南北大道，亚依淡也是联邦公路交通必经的主要路线。由该镇向东可通往居銮和丰盛港，向南往新山市，向西往峇株巴辖，向北往马六甲和吉隆坡首都。亚依淡镇是来往新加坡和吉隆坡之间旅游巴士和旅客的热门休息站之一。

## 著名地点
- 亚依淡依布拉辛苏丹回教堂（Masjid Sultan Ibrahim, Ayer Hitam）

- 亚依淡卫生药房（Klinik Kesihatan Ayer Hitam）

- 亚依淡农业中心（Pusat Pertanian Ayer Hitam）

- UK休闲农场（UK Farm）

## 教育

### 小学
- 马华国民型华文小学（Sekolah Jenis Kebangsaan (Cina) Malayan）
- 亚依淡国民小学（Sekolah Kebangsaan Air Hitam）

- 斯里邦丹国民小学（Sekolah Kebangsaan Seri Bandan）
- 哥打达兰国民小学（Sekolah Kebangsaan Kota Dalam）

## 交通

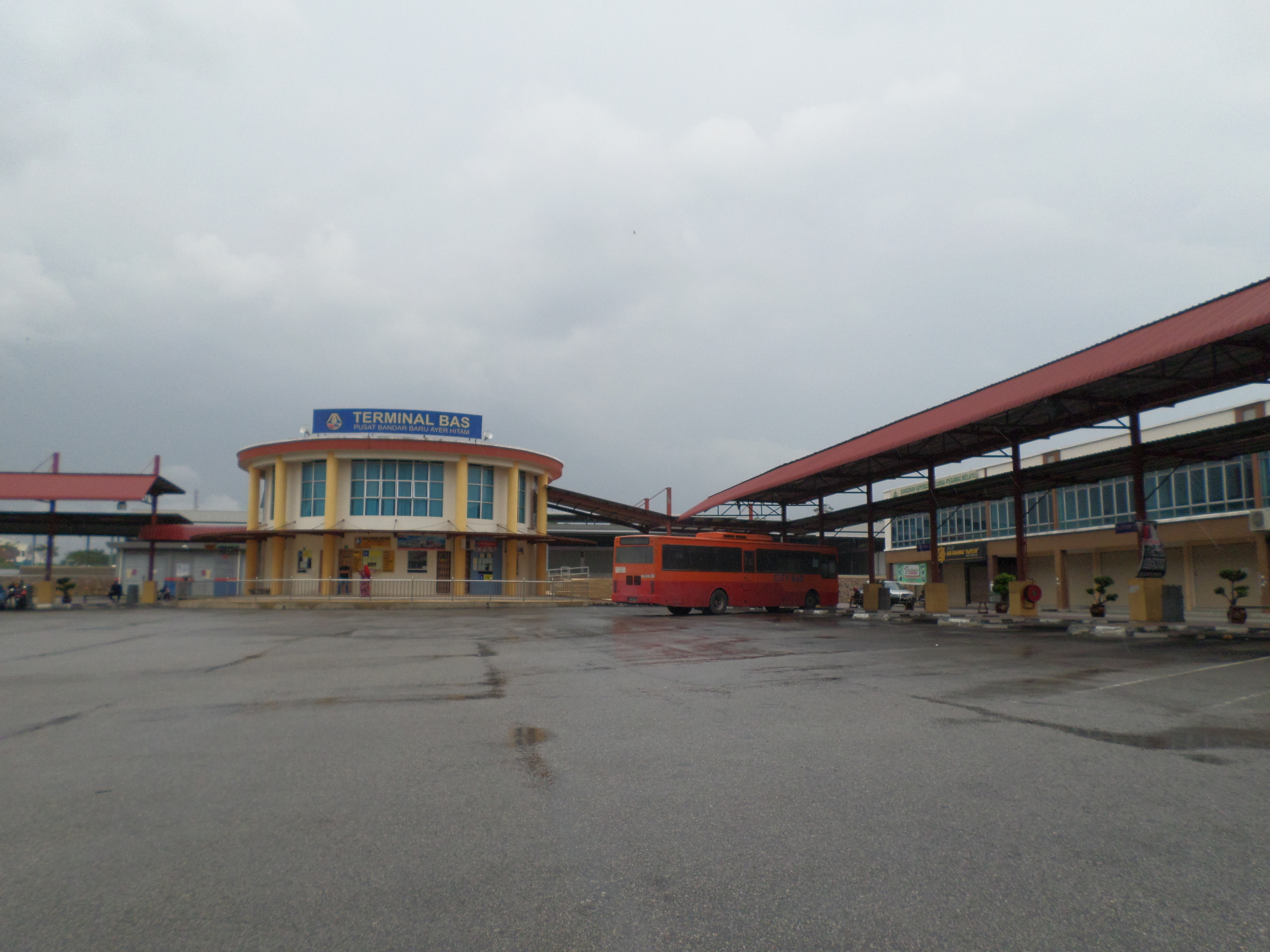
亚依淡巴士总站

### 公路

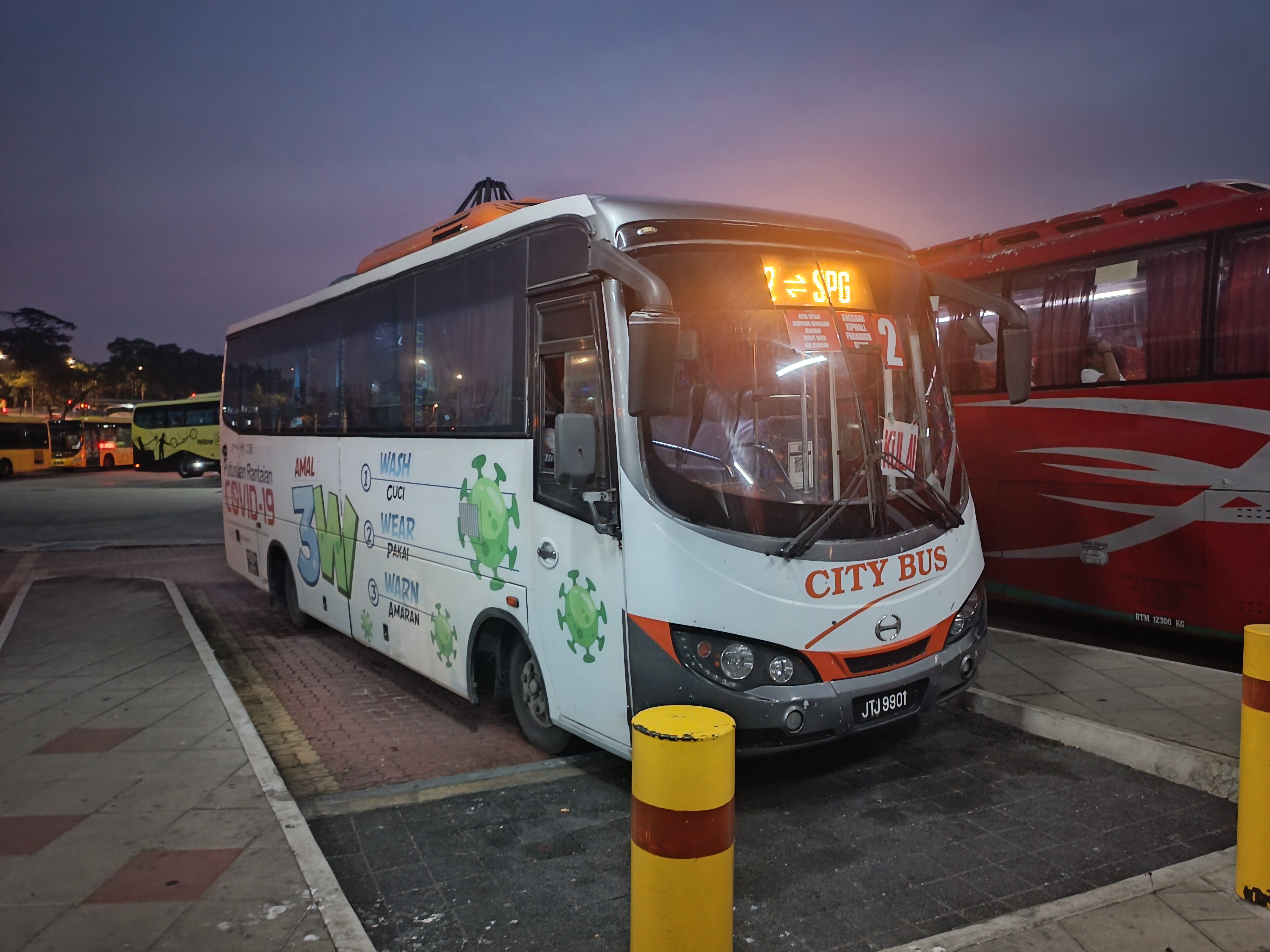
City Bus 2路巴士

亚依淡镇是南北大道的交汇点之一，公共交通便利，从柔佛州新山的拉庆中央车站乘坐短程巴士（City Bus 2路）或城际巴士即可抵达该镇。

亚依淡交通枢纽